# 雪季過客
《雪季過客》（英語：Snow Cake）是2006年9月8日於英國發行的獨立戲劇電影。導演為馬克·伊凡斯，主要演員有艾倫·瑞克曼、雪歌妮·薇佛、凱莉-安·摩絲及艾蜜莉·漢普雪。
《雪季過客》拍攝地點為加拿大安大略省的瓦瓦，是一部關於琳達（薇佛）——一個有自閉症的女人和亞歷克·斯休斯（瑞克曼）——一個殺人犯之間的友誼戲劇，斯休斯在一場涉及自己和琳達的女兒（漢普雪）的車禍後受到嚴重創傷。

## 劇情概要
當利德·弗里曼（艾蜜莉·漢普雪）乘坐亞歷克·斯休斯（艾倫·瑞克曼）的順風車時，被一個卡車撞死了，而亞歷克只流了點鼻血。大家都認為這不是亞歷克的錯。他拜訪了受害者有自閉症的母親琳達（雪歌妮·薇佛）。她在亞歷克拜訪前幾個小時便已被告知她女兒的去世，但並沒有顯示出任何悲痛的跡象。不過，她是一個清潔狂和總是必需確保在她家的一切是整潔的，並提防自己接觸垃圾袋。現在困亂著她的問題是她要找到一個人去扔掉外面的垃圾，因為這一向是她的女兒的工作。琳達堅持亞歷克要呆上幾天，以便他能做到這一點。他表示同意，還會安排利德的葬禮。
拜訪期間，他和被琳達誤認為是妓女旳鄰居瑪姬（凱莉-安·摩絲）發生了關係。當地一名警察警告瑪姬，與亞歷克接觸是不智的因為他在不久才因謀殺罪出獄。瑪姬沒有對亞歷克提及此事，而是等待他自己提出。亞歷克後來透露，他殺死了那個在他和他的兒子首次見面那一天在車禍中造成他兒子死亡的司機。
琳達不喜歡瑪姬，如是最初拒絕她的幫助。但在亞歷克離開去見他兒子的母親後，她允許瑪姬來到她家去幫助她。

## 主要角色
- 亞歷克·斯休斯：艾倫·瑞克曼
- 琳達·弗里曼：雪歌妮·薇佛
- 瑪姬：凱莉-安·摩絲
- 利德·弗里曼：艾蜜莉·漢普雪

## 外部連結
- Box Office Mojo上《雪季過客》的資料（英文）
- 爛番茄上《雪季過客》的資料（英文）
- 互联网电影数据库（IMDb）上《Snow Cake》的资料（英文）